# ماین-تاوبر
ماین-تاوبر (به آلمانی: Main-Tauber-Kreis) یک rural district of Baden-Württemberg و منطقهٔ روستایی در آلمان است که در اشتوتگارت واقع شده‌است.

## خصوصیات
ماین-تاوبر ۱۲۹٬۸۵۷ نفر جمعیت دارد.